# Dorylus affinis
Dorylus affinis är en myrart som beskrevs av William Edward Shuckard 1840. Dorylus affinis ingår i släktet Dorylus och familjen myror.

## Underarter
Arten delas in i följande underarter:
- D. a. aegyptiacus
- D. a. affinis
- D. a. denudatus
- D. a. hirsutus
- D. a. loewyi
- D. a. parapsidalis
- D. a. pulliceps
- D. a. sudanicus
- D. a. ugandensis